# Internacional Turén
Internacional Turén es un equipo de fútbol venezolano, establecido en Turén, municipio Turén del estado Portuguesa. Milita en la Tercera División de Venezuela y a su vez, compite en las categorías juveniles y femeninas tanto a nivel local como a nivel interregional.

## Historia
Fue fundado en 2016,, comenzó con las categorías Sub-12, Sub-14 y Sub-16 y, con estas categorías menores más el femenino Sub-15, tuvo mucho éxito anteriormente a nivel local. El Sr. Nino Abouassi -con otras personas amantes del fútbol turenense-,  conjuntamente con el Club Internacional Turén actualmente están trabajando con las categorías sub-8 hasta la categorías mayores que representaban al Club de la Colonia agrícola de Turén.
Su verdadero inicio fue en los años sesenta, cuando un grupo de inmigrantes italianos fundó el Colonia Football Club, que ganó el torneo local del estado Portuguesa por 4 años (1961-1964) consecutivos con el entrenador italiano Sante Zenere y que luego se convirtió en el Atlético Turén.
Un gran número de jugadores (como Gilberto Angelucci, Germán Ceballo y Rafael Romo) dieron los primeros pasos en el Atlético Turén para luego formar filas en los diversos equipos del fútbol profesional venezolano y representar al país en sus diversas selecciones.

## Estadio
El cuadro turenense juega sus partidos como local en el Estadio Victor Ramos, ubicado en la localidad. Tiene como su sede alterna una cancha de entrenamiento en su sede propia, el Club Internacional Turén.

### Ciudad y Sede Deportiva
Club Internacional Turén

## Datos del club
- Fundación del equipo: 3 de marzo de 2016
- Pagina Web :www.internacionalturen.com.ve
- Temporadas en 1.ª División: 0
- Primer partido en Primera División:
- Temporadas en 2.ª División: 0
- Temporadas en 3.ª División: 1 (2016, 2017 - presente)
- Temporadas en Copa Venezuela: 1 (2017 - presente)
- Primer partido en torneos nacionales: Unión Deportiva Lara 1 vs 2 Internacional Turén2016
- Mejor Puesto en la liga: 1°
- Peor Puesto en la liga: 5°
- Primer partido oficial: Unión Deportiva Lara 1 vs 2 Internacional Turén2016
- Partido con mayor asistencia:
- Partido con menor asistencia:
- Mejor Participación Copa Venezuela: Segunda Fase 2017
- Mayor goleada conseguida de local:
- Mayor goleada conseguida de visitante:
- Máximo goleador del club:
- Máximas asistencias: :

## Uniforme
- Uniforme titular: Camisa:Blanco , Pantalón:Azul y Medias:Azul.
- Uniforme visitante: Camisa:Naranja, Azul Vertical y Blanco, Pantalón:Azul y Blanco y Medias:Azul.
- Uniforme alternativo: Camisa: , Pantalón: y Medias:.

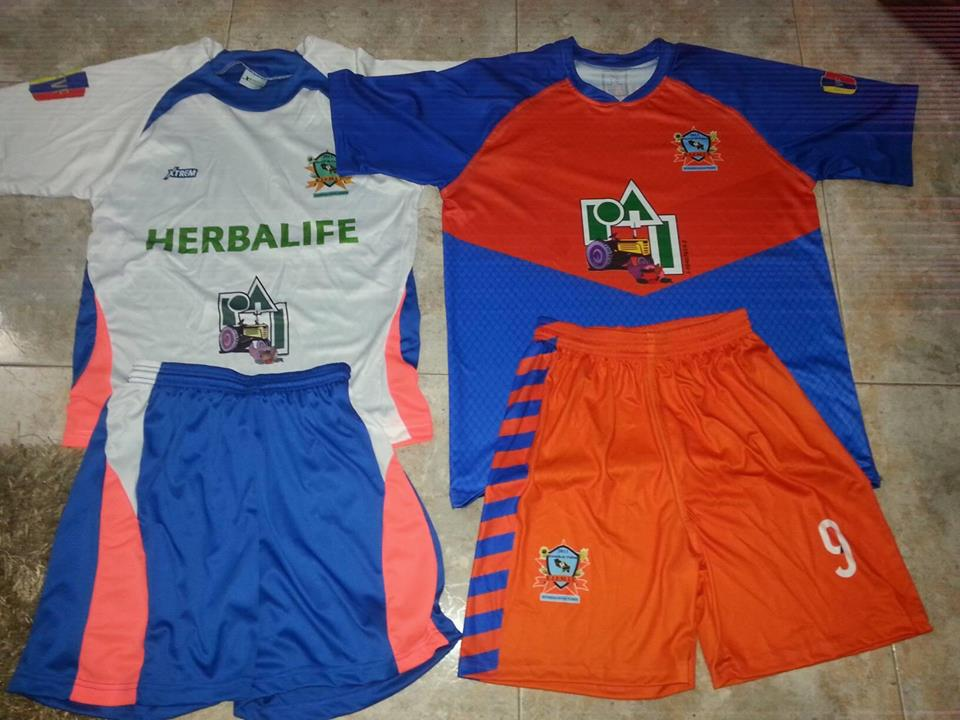
Internacional Túren F.C uniforme

### Evolución del uniforme
| 2016-presente Local | 2016-presente Visitante | 2016-presente Local |

### Patrocinantes

#### Indumentaria y patrocinador
| Periodo          | Proveedor        |
| ---------------- | ---------------- |
| 2016-Actualmente | Sin Indumentaria |

| Periodo         | Patrocinador                                               |
| --------------- | ---------------------------------------------------------- |
| 2016-Actualidad | Asociación de Productores Agrícolas Independiente (P.A.I.) |

## Plantilla
- = Lesionado de larga duración
- = Lesionado leve.
- = Capitán

### Altas y bajasTercera División Venezolana 2017
| Altas |

| Jugador | Nacionalidad         | Posición      | Procedencia          | Tipo    |
| ------- | -------------------- | ------------- | -------------------- | ------- |
|         | Bandera de Venezuela | Defensa       | Bandera de Venezuela | Compra  |
|         | Bandera de Venezuela | Portero       | Bandera de Venezuela | Compra  |
|         | Bandera de Venezuela | Mediocampista | Bandera de Venezuela | Compra  |
|         | Bandera de Venezuela | Defensa       | Bandera de Venezuela | Compra  |
|         | Bandera de Venezuela | Mediocampista | Bandera de Venezuela | Compra. |
|         | Bandera de Venezuela | Mediocampista | Bandera de Venezuela | Cesión. |
|         | Bandera de Venezuela | Mediocampista | Bandera de Venezuela | Cesión. |
|         | Bandera de Venezuela | Mediocampista | Bandera de Venezuela | Cesión. |
|         | Bandera de Venezuela | Mediocampista | Bandera de Venezuela | Cesión. |
|         | Bandera de Argentina | Mediocampista | Bandera de Argentina | Cesión. |
|         | Bandera de Venezuela | Mediocampista | Bandera de Venezuela | Compra. |

| Bajas |

| Jugador | Nacionalidad         | Posición      | Destino              | Tipo   |
| ------- | -------------------- | ------------- | -------------------- | ------ |
|         | Bandera de Venezuela | Delantero     | Bandera de Venezuela | Libre  |
|         | Bandera de Venezuela | Delantero     | Bandera de Venezuela | Libre  |
|         | Bandera de Venezuela | Delantero     | Bandera de Venezuela | Libre  |
|         | Bandera de Venezuela | Delantero     | Bandera de Venezuela | Libre  |
|         | Bandera de Venezuela | Delantero     | Bandera de Venezuela | Libre  |
|         | Bandera de Venezuela | Delantero     | Bandera de Venezuela | Libre  |
|         | Bandera de Venezuela | Defensa       | Bandera de Venezuela | Libre  |
|         | Bandera de Venezuela | Defensa       | Bandera de Venezuela | Venta  |
|         | Bandera de Venezuela | Mediocampista | Bandera de Venezuela | Libre  |
|         | Bandera de Venezuela | Delantero     | Bandera de Venezuela | Libre  |
|         | Bandera de Argentina | Defensa       | Bandera de Argentina | Libre. |
|         | Bandera de Venezuela | Mediocampista | Bandera de Venezuela | Libre. |
|         | Bandera de Colombia  | Delantero     | Bandera de Venezuela | Libre. |
|         | Bandera de Venezuela | Delantero     | Bandera de Venezuela | Libre  |
|         | Bandera de Venezuela | Mediocampista | Bandera de Venezuela | Venta. |
|         | Bandera de Venezuela | Mediocampista | Bandera de Venezuela | Venta. |
|         | Bandera de Venezuela | Mediocampista | Bandera de Venezuela | Venta. |
|         | Bandera de Venezuela | Mediocampista | Bandera de Venezuela | Venta. |

## Cuerpo técnico y directiva
- Director técnico:  Martin Rivero
- Preparador físico:  Diego Valera
- Kinesiólogo:
- Utilero:  Sergio Pérez
- Presidente:  Nino Abouassi
- Vicepresidente:
- Finanzas y legal:
- Gerente General:
- Gerente Deportivo:
- Coordinador:  Omar García
- Publicidad y Mercadeo:

## Palmarés

### Torneos nacionales
- Primera División de Venezuela: 0
- Copa Venezuela: 0
- Segunda División de Venezuela: 0
- Tercera División de Venezuela: 0

## Categorías menores
Internacional Turén tiene su categorías menores desde Sub-8 hasta Sub-20